# Trojańczycy

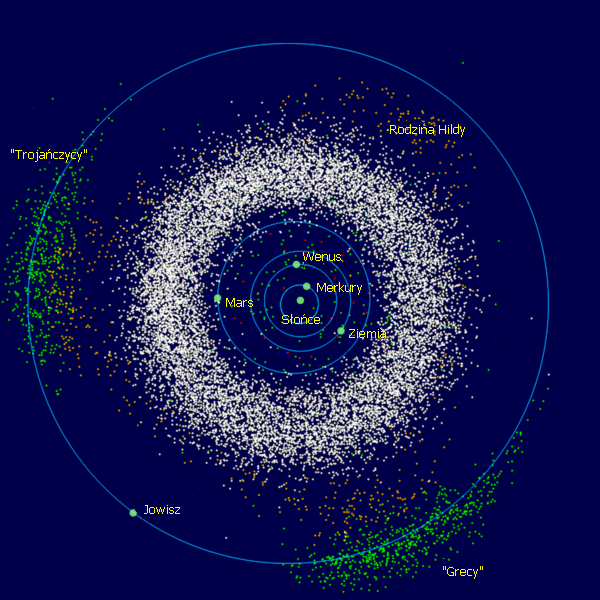
Obrazowe przedstawienie usytuowania planetoid trojańskich (obóz trojański i grecki) na orbicie Jowisza

Trojańczycy, trojańczyki, planetoidy trojańskie – dwie grupy planetoid krążących wokół Słońca po orbitach bardzo podobnych do orbity Jowisza. Obiegają Słońce, pozostając w pobliżu punktów libracyjnych położonych na orbicie planety (w wierzchołkach dwóch trójkątów równobocznych o podstawie będącej odcinkiem Słońce–Jowisz). Znaczenie tego terminu zostało później rozszerzone na planetoidy towarzyszące innym planetom.

## Historia odkryć
Pierwszą odkrytą planetoidą trojańską była (588) Achilles, o średnicy około 135 km, odkryta przez niemieckiego astronoma Maxa Wolfa w 1906 roku. Największe spośród tych obiektów nazwano imionami bohaterów wojny trojańskiej, opisanej w Iliadzie Homera.
Planetoidy należące do „obozu greckiego” wyprzedzają Jowisza w jego ruchu orbitalnym, poruszając się wokół punktu libracji L4, znajdującego się na orbicie 60° przed planetą, a te należące do „obozu trojańskiego” podążają za planetą, wokół punktu L5, znajdującego się na orbicie 60° za Jowiszem. Są jednak odstępstwa od tej reguły, ponieważ (624) Hektor znajduje się w „obozie greckim”, a (617) Patroclus – w „obozie trojańskim”.
Największą spośród planetoid trojańskich jest (624) Hektor, o rozmiarach 370×200 km. Posiada on niewielki księżyc.

## Późniejsze odkrycia
W latach 80. XX wieku odkryte zostały pierwsze księżyce trojańskie, dzielące orbitę z większymi satelitami planety – w układzie księżyców Saturna. W latach 90. XX wieku i na początku wieku XXI okazało się, że planetoidy trojańskie znajdują się także na orbitach innych planet.
Według stanu na 28 września 2024 roku znane były następujące planetoidy trojańskie:
| Planeta | W pobliżu L4 | W pobliżu L5 | Lista                       |
| ------- | ------------ | ------------ | --------------------------- |
| Merkury | 0            | 0            |                             |
| Wenus   | 0            | 0            |                             |
| Ziemia  | 2            | 0            | 2010 TK7, 2020 XL5          |
| Mars    | 2            | 14           | trojańczycy Marsa           |
| Jowisz  | 8969         | 5025         | obóz grecki, obóz trojański |
| Saturn  | 0            | 0            |                             |
| Uran    | 1            | 0            | 2011 QF99                   |
| Neptun  | 27           | 4            | trojańczycy Neptuna         |